# Brooker (Florida)
Brooker è un comune degli Stati Uniti d'America, situato in Florida, nella contea di Bradford.